# Saholān
Saholān (persiska: سَهُلان, سهولان) är en ort i Iran.   Den ligger i provinsen Västazarbaijan, i den nordvästra delen av landet, 500 km väster om huvudstaden Teheran. Saholān ligger 1 756 meter över havet och antalet invånare är 149.
Terrängen runt Saholān är kuperad, och sluttar brant österut.Runt Saholān är det ganska tätbefolkat, med 60 invånare per kvadratkilometer. Närmaste större samhälle är Sīmmīneh, 19,8 km öster om Saholān. Trakten runt Saholān består i huvudsak av gräsmarker.